# Ljubomir Obradović
Ljubomir Obradović (serbisch-kyrillisch Љубомир Обрадовић; * 15. September 1954 in Bački Gračac, Volksrepublik Serbien, SFR Jugoslawien) ist ein serbischer Handballtrainer und ehemaliger Handballspieler.

## Spielerlaufbahn
Als Rückraumspieler war Obradović für die jugoslawischen Vereine RK Vojvodina, RK Dinamo Pančevo und RK Proleter Zrenjanin aktiv sowie in Spanien für Bidasoa Irún und in Portugal für Vitória Setúbal.

## Trainerlaufbahn
Gleich in seinem ersten Jahr als Trainer gewann er 1994 mit Belenenses Lissabon die portugiesische Meisterschaft. Anschließend kehrte er in seine Heimat zurück und übernahm den RK Roter Stern Belgrad, mit dem er 1995 und 1996 den jugoslawischen Pokal sowie 1996 zusätzlich die Meisterschaft gewann. In der Saison 1997/98 führte er den Stadtrivalen RK Partizan Belgrad zum Pokalsieg. Mit dem portugiesischen Verein Madeira Andebol SAD gelang ihm 1999 der Triumph im portugiesischen Pokal. Mit dem mazedonischen Klub RK Vardar Skopje gewann er 2001 das Double. Wieder zurück in Portugal wurde er Trainer der Handballmannschaft des Instituts ISAVE. In der Saison 2008/09 betreute er den montenegrinischen Verein RK Lovćen Cetinje und wurde erneut Pokalsieger. Von 2009 bis 2015 trainierte er den FC Porto. Dort wurde er in jedem Jahr Meister sowie 2009 und 2014 Supercupsieger. Bereits 2014 hatte er die montenegrinische Männer-Handballnationalmannschaft übernommen, mit der er bei der Europameisterschaft 2016 den 16. und letzten Platz belegte. 2017 wurde er Nationaltrainer der serbischen Frauen-Handballnationalmannschaft, mit der er den 16. Platz bei der Weltmeisterschaft 2017, den 11. Platz bei der Europameisterschaft 2018, den 6. Platz bei der Weltmeisterschaft 2019 und den 13. Platz bei der Europameisterschaft 2020 erreichte.
Seit 2021 ist er Vereinstrainer beim portugiesischen Erstligisten AA Avanca und Nationaltrainer der kapverdischen Männer-Handballnationalmannschaft. Mit Kap Verde gewann er die Silbermedaille bei der Afrikameisterschaft 2022 bei der zweiten Teilnahme des Landes überhaupt.